# Рукав Персея

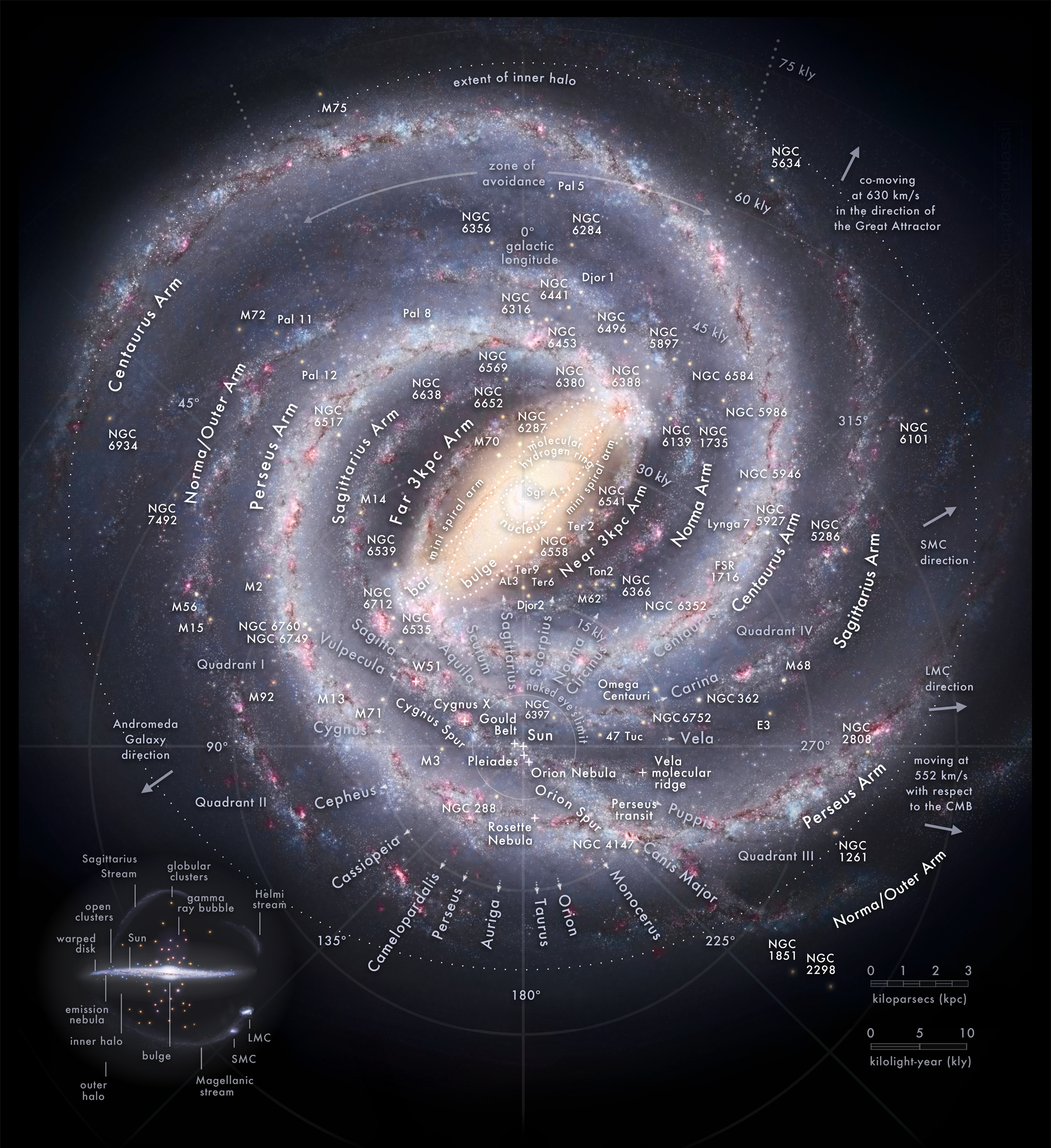
Схема Чумацького Шляху. Рукав Персея підписаний як Perseus Arm, а напрямок на сузір'я Персея, в якому цей рукав проходить найближче від Сонця, відмічений як Perseus

Рукав Персея (англ. Perseus Arm) — один з основних спіральних рукавів Чумацького Шляху.
Чумацький Шлях є спіральною галактикою з перемичкою з чотирма основними рукавами і щонайменше двома малими. Має радіус близько 10 700 пк і знаходиться між рукавом Лебедя і рукавом Стрільця–Кіля.
Він зобов'язаний своєю назвою зіркам, що знаходяться поблизу нього з сузір'я Персея. Розташований на відстані більш ніж 13 000 св. років від Сонця. .

## Об'єкти каталогу Мессьє
Рукав Персея включає в себе наступні об'єкти з Каталогу Мессьє:
- Крабоподібна туманність (М1)
- Розсіяне скупчення M36
- Розсіяне скупчення M37
- Розсіяне скупчення M38
- Скупчення Скорпіон (М52)
- Розсіяне скупчення M103